# NGC 2979
NGC 2979 (другие обозначения — NGC 3050, MCG -2-25-12, IRAS09407-1009, PGC 27795) — спиральная галактика (Sa) в созвездии Секстант.
Этот объект занесён в новый общий каталог несколько раз, с обозначениями NGC 2979, NGC 3050.
Этот объект входит в число перечисленных в оригинальной редакции «Нового общего каталога».
В диске галактики был обнаружен кандидат в мазеры воды.